# Isophya
Isophya is een geslacht van rechtvleugeligen uit de familie sabelsprinkhanen (Tettigoniidae). De wetenschappelijke naam van dit geslacht is voor het eerst geldig gepubliceerd in 1878 door Karl Brunner-von Wattenwyl.

## Soorten
Het geslacht Isophya omvat de volgende soorten:
- Isophya acuminata Brunner von Wattenwyl, 1878
- Isophya altaica Bey-Bienko, 1926
- Isophya amplipennis Brunner von Wattenwyl, 1878
- Isophya anatolica Ramme, 1951
- Isophya andreevae Peshev, 1981
- Isophya artvin Ünal, 2010
- Isophya autumnalis Karabag, 1962
- Isophya beybienkoi Maran, 1958
- Isophya bicarinata Karabag, 1957
- Isophya bivittata Uvarov, 1921
- Isophya boldyrevi Miram, 1938
- Isophya brevicauda Ramme, 1931
- Isophya brunneri Retowski, 1888
- Isophya bumerangoides Sevgili, Demirsoy & Çiplak, 2012
- Isophya bureschi Peshev, 1959
- Isophya camptoxypha Fieber, 1853
- Isophya cania Karabag, 1975
- Isophya caspica Ramme, 1929
- Isophya ciucasi Iorgu & Iorgu, 2010
- Isophya clara Ingrisch & Pavicevic, 2010
- Isophya costata Brunner von Wattenwyl, 1878
- Isophya dobrogensis Kis, 1994
- Isophya dochia Iorgu, 2012
- Isophya doneciana Bey-Bienko, 1954
- Isophya fatrensis Chládek, 2007
- Isophya gracilis Miram, 1938
- Isophya gulae Peshev, 1981
- Isophya hakkarica Karabag, 1962
- Isophya harzi Kis, 1960
- Isophya hemiptera Bey-Bienko, 1954
- Isophya hitit Ünal, 2010
- Isophya hospodar Saussure, 1898
- Isophya ilkazi Ramme, 1951
- Isophya iraca Maran, 1977
- Isophya kalishevskii Adelung, 1907
- Isophya karabaghi Uvarov, 1940
- Isophya karadenizensis Ünal, 2005
- Isophya kisi Peshev, 1981
- Isophya kosswigi Demirsoy, 1974
- Isophya kraussii Brunner von Wattenwyl, 1878
- Isophya lemnotica Werner, 1932
- Isophya leonorae Kaltenbach, 1965
- Isophya longicaudata Ramme, 1951
- Isophya major Brunner von Wattenwyl, 1878
- Isophya mavromoustakisi Uvarov, 1936
- Isophya mersinensis Sevgili & Çiplak, 2006
- Isophya miksici Peshev, 1985
- Isophya modesta Frivaldsky, 1867
- Isophya modestior Brunner von Wattenwyl, 1882
- Isophya nagyi Szövényi, Puskás & Orci, 2012
- Isophya nervosa Ramme, 1931
- Isophya obtusa Brunner von Wattenwyl, 1882
- Isophya pavelii Brunner von Wattenwyl, 1878
- Isophya petkovi Peshev, 1959
- Isophya pienensis Maran, 1954
- Isophya plevnensis Peshev, 1985
- Isophya posthumoidalis Bazyluk, 1971
- Isophya pravdini Peshev, 1985
- Isophya pylnovi Miram, 1938
- Isophya pyrenaea Serville, 1838
- Isophya rectipennis Brunner von Wattenwyl, 1878
- Isophya redtenbacheri Adelung, 1907
- Isophya reticulata Ramme, 1951
- Isophya rhodopensis Ramme, 1951
- Isophya rizeensis Sevgili, 2003
- Isophya rodsjankoi Bolívar, 1899
- Isophya salmani Sevgili & Heller, 2006
- Isophya savignyi Brunner von Wattenwyl, 1878
- Isophya schneideri Brunner von Wattenwyl, 1878
- Isophya sicula Orci, Szövényi & Nagy, 2010
- Isophya sikorai Ramme, 1951
- Isophya speciosa Frivaldsky, 1867
- Isophya splendida Naskrecki & Ünal, 1995
- Isophya staneki Maran, 1958
- Isophya stenocauda Ramme, 1951
- Isophya stepposa Bey-Bienko, 1954
- Isophya straubei Fieber, 1853
- Isophya stysi Cejchan, 1957
- Isophya sureyai Ramme, 1951
- Isophya tartara Saussure, 1898
- Isophya taurica Brunner von Wattenwyl, 1878
- Isophya thracica Karabag, 1962
- Isophya tosevski Pavicevic, 1983
- Isophya transcaucasica Ramme, 1930
- Isophya triangularis Brunner von Wattenwyl, 1891
- Isophya uludaghensis Sevgili & Heller, 2003
- Isophya yaraligozi Ünal, 2003
- Isophya zernovi Miram, 1938
- Isophya zubowskii Bey-Bienko, 1954